# Worldconnectors
Worldconnectors, affiliate Earth Charter vormt een netwerk van Nederlandse opiniemakers dat strategieën voor en visies op internationale vraagstukken, mondiale verbondenheid en duurzaamheid ontwikkelt. Het netwerk bestaat uit personen uit de politiek, media, overheid, wetenschap, het bedrijfsleven en maatschappelijke organisaties; inclusief  jongeren en spirituele leiders.
De visie en het werk van de Worldconnectors zijn gebaseerd op de VN Millenniumverklaring en het Earth Charter.

## Geschiedenis
Het Worldconnectors netwerk werd in oktober 2006 tijdens de ‘Nacht van de VN’ gelanceerd door NCDO (Nationale Commissie voor Internationale Samenwerking en Duurzame Ontwikkeling), SID Netherlands (Society for International Development) en DPRN (Development Policy Review Network). 
Het Worldconnectors netwerk begon als een dialoogplatform om positieve mondiale ontwikkeling te helpen bevorderen. Het richtte zich als eerste op New leadership on global governance. Intussen hebben de Worldconnectors zich ontwikkeld tot een netwerk dat zich richt op het leveren van concrete bijdragen aan maatschappelijke vraagstukken.
Het Worldconnectors netwerk werd tot eind 2014 ondersteund door NCDO en SID NL, zowel financieel als wat betreft de organisatiecapaciteit. Vanaf 23 november 2014 hebben de Worldconnectors de overstap gemaakt naar een onafhankelijke vereniging die primair gedragen wordt door de leden.
In 2023 is dit nog steeds het geval: de leden zijn gezamenlijk verantwoordelijk voor het voortbestaan van de vereniging. Toch is er ook het een en ander veranderd. Zo is in 2022 het netwerk van Worldconnectors gefuseerd met Earth Charter Nederland. De naam van de nieuwe fusieorganisatie is Worldconnectors, affiliate Earth Charter. Daarmee wordt tot uitdrukking gebracht dat de organisatie zich onderdeel weet van de mondiale Earth Charter beweging, Earth Charter International. Dit komt o.a. tot uitdrukking in nauwe samenwerking met het secretariaat en mondiale bestuur van Earth Charter International, en in gezamenlijke activiteiten met andere affiliates in Europa.
De Worldconnectors en Earth Charter Vrienden vormen voortaan één netwerk.

## Organisatie
In maart 2022 is Kathleen Ferrier aangetreden als voorzitter van de vereniging Worldconnectors, affiliate Earth Charter. In de positie van vicevoorzitter ondersteunt Teresa Fogelberg het huidige bestuur. De eerste voorzitter was Ruud Lubbers van 2006 tot 2009. Hij werd opgevolgd door covoorzitters Herman Wijffels en Sylvia Borren, en vervolgens door Wijffels (tot 2013) en Willemijn Aerdts. Wijfels werd in 2013 vervangen door Alexander Rinnooy Kan, die samen met Aardts doorging met het voorzitterschap tot eind 2014. Hierna nam Erik Thijs Wedershoven het stokje over. Het bestuur van de vereniging bestaat uit de voorzitter, een vicevoorzitter, een penningmeester, een secretaris en drie bestuursleden. Zij vertegenwoordigen de verschillende sectoren binnen de Worldconnectors en vormen het bestuur dat de vereniging aanstuurt.
De Worldconnectors komen vier keer per jaar samen tijdens Roundtable bijeenkomsten. Hier wordt inhoudelijk gediscussieerd over maatschappelijke thema’s en besproken hoe de bijdrage vanuit de Worldconnectors vorm moet krijgen. Deze plenaire bijeenkomsten zijn toegankelijk voor de leden van Worldconnectors en genodigden, doorgaans experts op een bepaald gebied. Daarnaast organiseert Worldconnectors een keer per jaar, rond de datum van 29 juni, Earth Charter Day, dat bestaat uit een dag of avond vol inspirerende sprekers en een future-proof maaltijd. Verder organiseert de vereniging regelmatig andere events, zoals Meet & Greets, Dis op Dinsdag, Dialogen en Case Clinics. Om het onderlinge contact van de leden verder te bevorderen is er ook een buddy programma opgezet, waarin door middel van het koppelen van leden de mogelijkheid gecreëerd wordt om intergenerationeel, intersectoraal en wederkerig te leren van elkaars inzichten en kennis.
In 2023 telt het Worldconnectors, affiliate Earth Charter netwerk ongeveer 140 leden. Een ledencommissie richt zich op de werving en selectie van nieuwe leden. De Worldconnectors probeert met haar ledenbestand de Nederlandse samenleving in al haar diversiteit zo goed mogelijk te vertegenwoordigen, terwijl tegelijkertijd het persoonlijke karakter van de Worldconnectors Roundtable wordt behouden. Potentiële leden kunnen worden voorgedragen via bestaande leden; daarnaast zijn geïnteresseerden altijd welkom om zichzelf kandidaat te stellen.

## Thema’s
Worldconnectors richten zich op gemiddeld vier thema’s per jaar die betrekking hebben op mondiale vraagstukken van duurzaamheid en verbondenheid. De bijdragen aan de thema’s worden uitgewerkt door thematische werkgroepen die bestaan uit Worldconnectors en (meestal) een of meer externe experts. De werkgroepen maken gebruik van verschillende interventiestrategieën, variërend van evenementen en het schrijven van zogenaamde statements met beleidsaanbevelingen, tot het ondersteunen van reeds lopende initiatieven.

### Lopende thema's
De lopende thema's in 2023 komen voort uit de Our Common Agenda en zijn als volgt:
1. Regeneration
Bij dit thema staan concepten als ecoliteracy, climate action en rechten voor de natuur centraal.
2. Vrede en Mensenrechten:
In dit thema wordt er inhoudelijk gepraat over geopolitieke transities . De SDG 16 Vrede, Justitie en Sterke Publieke Dienst is hierbij belangrijk.
3. Nieuwe economische modellen en systeemverandering
Het concept morele economie wordt voornamelijk besproken bij dit thema. Een concreet resultaat uit het gedachtegoed van dit thema is de TruePrice Foundation.
4. Sociaal contract:
Een resultaat hieruit is het Lab Toekomstige Generaties.

### Eerdere thema’s
- Global Goals Charter
- Sociaal Ondernemerschap
- Vital Communities
- Green Economy
- Food Security
- The future of International Cooperation
- Financial Systems
- Europe in the World
- Sustainable World Citizenship
- Gender and Diversity
- Sustainable Development and Climate Change
- Connection of Civilisations
- New Scarcities
- Migration and Development
- Global Human Security

## Initiatieven
- Lab Toekomstige Generaties: In 2013 werd de werkgroep Toekomstige generaties opgericht onder leiding van Jan van de Venis. Het Lab houdt zich bezig met het betrekken van toekomstige generaties in besluiten. Dit trachten ze op verschillende manieren zoals bijvoorbeeld met behulp van een Toekomstraad. Het Lab heeft als doel om voor 2025 de belangen van toekomstige generaties en hun stem te verankeren in de beslissingen van de maatschappij. Inmiddels is het Lab uitgegroeid tot een eigen initiatief los van de Worldconnectors met financiering van verschillende organisaties.
- Het SDG House Network en TheRockGroup hebben een landelijk SDG Traineeship programma gelanceerd om 500 jongeren kennis te laten maken, en ervaring te bieden met duurzaam en sociaal ondernemen in samenwerking met Worldconnectors-leden.
- 1%Club helpt projecteigenaren een succesvolle crowdfunding campagne te voeren. Zij faciliteert hierbij de administratie en zorgt ervoor dat alles online gedeeld kan worden. Verschillende Worldconnectors hebben bijgedragen aan het rondkrijgen van de eerste financiering van de 1%club en anderen hebben hun naam verbonden aan het platform, waardoor 1%Club interessant was voor investeerders.
- True Price Foundation: In 2011 ontstond vanuit een werkgroep Green Economy  binnen de Worldconnectors het idee voor het berekenen van de ‘echte’ prijs  van producten. De ‘echte’ prijs van een product is de verkoopprijs plus de prijs van alle verborgen ecologische en sociale kosten, zoals CO2-uitstoot, leefbaar loon, uitputting van de bodem en waterverbruik. Het idee is dat als het verschil tussen deze prijzen zichtbaar is, bedrijven gestimuleerd worden om actie te ondernemen om dit verschil te verkleinen.
- SDG Charter. In 2013 werd de Sustainable Development Goals werkgroep van de Worldconnectors gevormd, vanuit de ambitie om bij te dragen aan de implementatie van de 17 doelen voor duurzame ontwikkeling van de VN. In juni 2013 heeft de werkgroep haar plan gepresenteerd voor het Sustainable Development Goals Charter. Ruim 75 partijen vanuit het bedrijfsleven, NGO’s, wetenschap en (lokale) overheden hebben het charter ondertekend.

- Het wereldwijde Sustainable Development Goals (SDG)-Spotlight-rapport richt een kritische blik op de wereldwijde agenda voor 2030. Worldconnectors onderstreept de noodzaak en de mogelijkheid voor Nederland om zowel nationaal als internationaal een leidende rol te spelen bij het bereiken van de duurzame ontwikkelingsdoelen. Het SDG-Spotlight NL-team dat is begonnen als werkgroep binnen de Worldconnectors voert een diepgaande analyse uit van de huidige stand van zaken en benoemt de uitdagingen waarmee Nederland wordt geconfronteerd bij het nastreven van de SDG’s. De eerste SDG Spotlight-rapportage, gelanceerd in 2020, richtte zich specifiek op SDG 10: Verminderde Ongelijkheden en SDG 15: Leven op het Land.